# Galium hallii
Galium hallii là một loài thực vật có hoa trong họ Thiến thảo. Loài này được Munz & I.M.Johnst. mô tả khoa học đầu tiên năm 1922.